# Idro
Idro (Ìder in dialetto bresciano) è un comune italiano sparso di 1 873 abitanti della provincia di Brescia, in Lombardia. Situato in valle Sabbia, all'estremità meridionale del lago omonimo. Il comune appartiene alla comunità montana della Valle Sabbia. Sede comunale è la frazione di Crone.

## Storia

### Simboli
Lo stemma e il gonfalone sono stati concessi con decreto del presidente della Repubblica del 21 luglio 1965.
Il gonfalone è un drappo partito di azzurro e di bianco.

## Monumenti e luoghi d'interesse
- Chiesa di San Michele Arcangelo, consacrata nel 1922
- Chiesa di San Rocco a Crone
- Chiesa di San Sebastiano a Lemprato
- Pieve di Santa Maria ad Undas a Pieve Vecchia

## L'Associazione marinai d'Italia

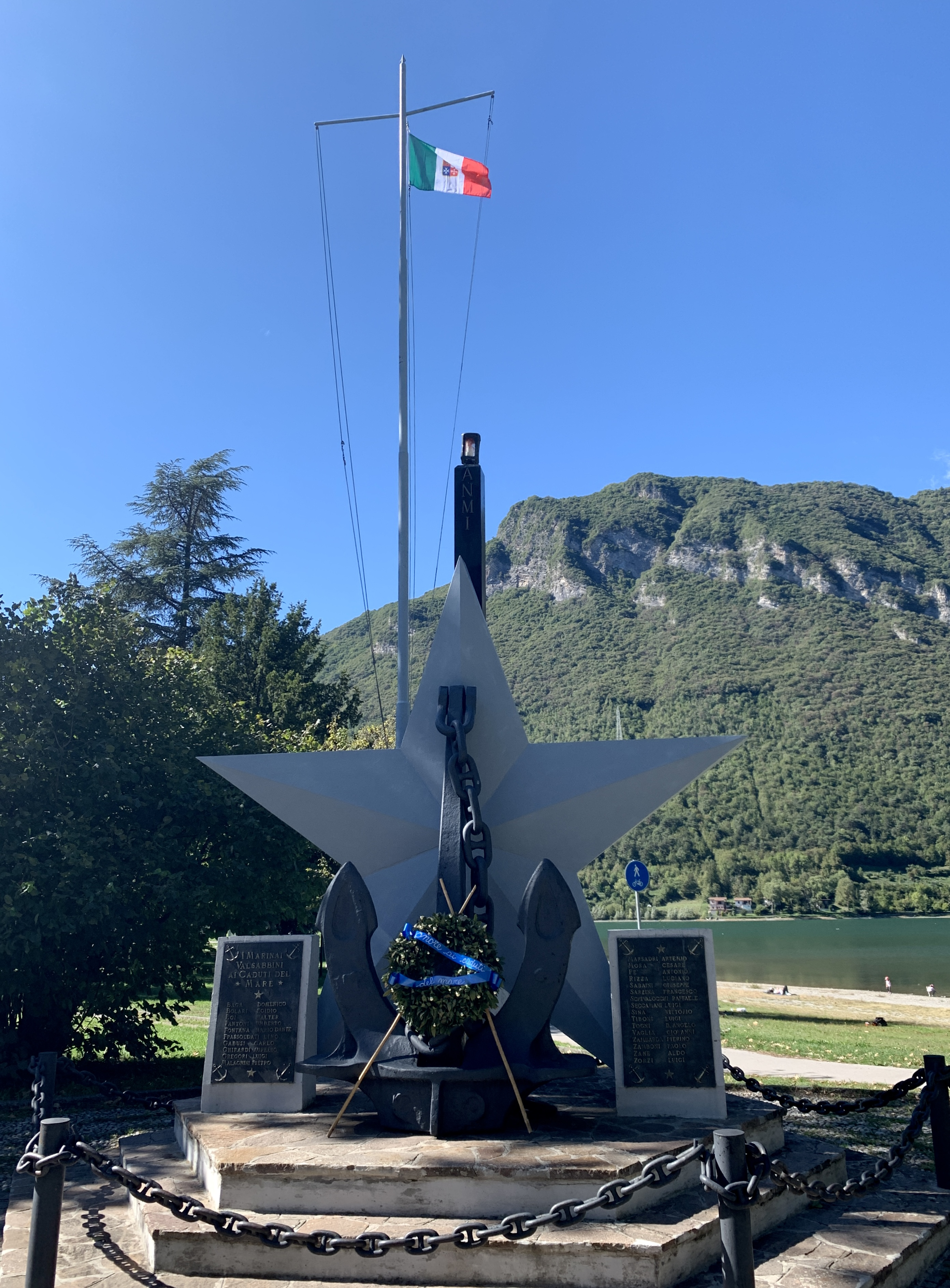
Monumento ai Caduti del mare

Nel comune vi è una sede dell'Associazione nazionale marinai d'Italia intitolata a Carlo Fecia di Cossato. La frazione di Crone ha un porticciolo turistico intitolato a Mario Tonni, nato nel 1930 a Provaglio Val Sabbia e scomparso nel 2005, unico ammiraglio della val Sabbia nella storia della Marina Militare.  La cerimonia di intitolazione del Porto del lago d'Idro all'ammiraglio di divisione Mario Tonni si è tenuta in occasione della ricorrenza del 53º Anniversario del Gruppo ANMI e dell'inaugurazione della nuova sede sociale e del 150º dell'Unità d'Italia, a Idro il 7-8 maggio 2011. alla cerimonia hanno presenziato il sindaco di Idro Giuseppe Nabaffa, che ha invitato 25 Sindaci della Valsabbia tra cui il presidente della comunità montana e sindaco di Provaglio, paese nativo dell'ammiraglio Tonni, Ermanno Pasini in rappresentanza della Comunità della Valsabbia. La manifestazione ha visto anche la partecipazione degli alunni delle scuole di Idro Val Sabbia. Alla cerimonia erano anche presenti il capitano di vascello Andrea Tonni, addetto militare in India, Nepal, Bangladesh e Sri Lanka e il contrammiraglio Bruno Tonni, rispettivamente figlio e nipote dell'ammiraglio Mario Tonni.

## Società

### Evoluzione demografica
Abitanti censiti

## Amministrazione
| Periodo        | Periodo        | Primo cittadino    | Partito      | Carica  | Note |
| -------------- | -------------- | ------------------ | ------------ | ------- | ---- |
| 14 giugno 2004 | 8 giugno 2009  | Augusta Salvaterra | Lista civica | Sindaco |      |
| 8 giugno 2009  | 27 maggio 2019 | Giuseppe Nabaffa   | Lista civica | Sindaco |      |
| 27 maggio 2019 | in carica      | Aldo Armani        | Lista civica | Sindaco |      |

## Infrastrutture e trasporti
Storicamente legata alla presenza del lago per le sue comunicazioni, Idro ospitò fra il 1917 e il 1931 il capolinea settentrionale della tranvia Tormini-Vestone-Idro, la cui tratta finale da Vestone era stata costruita durante la prima guerra mondiale per esigenze belliche.